# West Indies Cricket Team in England in der Saison 2012
Die Tour des West Indies Cricket Teams nach England in der Saison 2012 fand vom 17. bis zum 24. Juni 2012 statt. Die internationale Cricket-Tour war Bestandteil der Internationalen Cricket-Saison 2012 und umfasste drei Tests, drei ODIs und ein Twenty20. England gewann die Test- und ODI-Serie 2–0, und die Twenty20-Serie 1–0.

## Vorgeschichte
Für beide Mannschaften war es die erste Tour der Saison. Die letzte Tour der beiden Mannschaften gegeneinander fand in der Saison 2011 in England statt.

## Stadien
Die folgenden Stadien wurden für die Tour als Austragungsort vorgesehen und am 28. September 2011 festgelegt.
| Stadion               | Stadt       | Kapazität | Spiele          |
| --------------------- | ----------- | --------- | --------------- |
| Trent Bridge          | Nottingham  | 15.350    | 2. Test; 1. T20 |
| Headingley Stadium    | Leeds       | 17.000    | 3. ODI          |
| The Oval              | London      | 23.500    | 2. ODI          |
| Lord’s Cricket Ground | London      | 30.000    | 1. Test         |
| Rose Bowl             | Southampton | 6.500     | 1. ODI          |

## Kaderlisten
Die West Indies benannten ihren Test-Kader am 27. April, und ihren ODI-Kader am 5. Juni 2012.
England benannte seinen Test-Kader am 13. Mai, und die ODI- und Twenty20-Kader am 11. Juni 2012.
| Test | Test | ODI | ODI | Twenty20 | Twenty20 |
| England | West Indies | England | West Indies | England | West Indies |
| --- | --- | --- | --- | --- | --- |
| - Andrew Strauss (K) - James Anderson - Jonny Bairstow - Ian Bell - Tim Bresnan - Stuart Broad - Alastair Cook - Steven Finn - Graham Onions - Kevin Pietersen - Matt Prior (wk) - Graeme Swann - Jonathan Trott | - Darren Sammy (K) - Kirk Edwards (VK) - Adrian Barath - Tino Best - Darren Bravo - Shivnarine Chanderpaul - Narsingh Deonarine - Fidel Edwards - Assad Fudadin - Shannon Gabriel - Sunil Narine - Kieran Powell - Denesh Ramdin (wk) - Ravi Rampaul - Kemar Roach - Marlon Samuels - Shane Shillingford | - Alastair Cook (K) - James Anderson - Jonny Bairstow - Ian Bell - Ravi Bopara - Tim Bresnan - Stuart Broad - Jade Dernbach - Steven Finn - Craig Kieswetter (wk) - Stuart Meaker - Eoin Morgan - Samit Patel - Graeme Swann - James Tredwell - Jonathan Trott - Chris Woakes | - Darren Sammy (K) - Dwayne Bravo (VK) - Tino Best - Darren Bravo - Johnson Charles - Fidel Edwards - Chris Gayle - Sunil Narine - Kieron Pollard - Denesh Ramdin (wk) - Ravi Rampaul - Andre Russell - Marlon Samuels - Lendl Simmons - Dwayne Smith | - Stuart Broad (K) - Jonny Bairstow - Ravi Bopara - Tim Bresnan - Danny Briggs - Jos Buttler - Jade Dernbach - Steven Finn - Alex Hales - Craig Kieswetter (wk) - Eoin Morgan - Samit Patel - Graeme Swann | - Darren Sammy (K) - Dwayne Bravo (VK) - Tino Best - Darren Bravo - Johnson Charles - Fidel Edwards - Chris Gayle - Sunil Narine - Kieron Pollard - Denesh Ramdin (wk) - Ravi Rampaul - Andre Russell - Marlon Samuels - Lendl Simmons - Dwayne Smith |

## Tour Matches
| 5. – 7. Mai Scorecard | Hove | West Indians 90-3 (34) | – | Sussex |
|                       |      | Remis                  |   |        |

| 10. – 13. Mai Scorecard | Northampton | West Indians 147 (48.5) & 390 (120.3) | – | England Lions 341 (90) & 197-0 (48.5) |
|                         |             | England Lions gewinnt mit 10 Wickets  |   |                                       |

| 2. – 3. Juni Scorecard | Leicester | West Indians 150-3 (50) | – | Leicestershire |
|                        |           | Remis                   |   |                |

| 13. Juni Scorecard | London (Lord’s) | West Indians 335-4 (50)           | – | Middlesex Panthers 107 (31) |
|                    |                 | West Indians gewinnt mit 228 Runs |   |                             |

## Tests

### Erster Test in London
| 17. – 21. Juni Scorecard | London (Lord’s) | West Indies 243 (89.5) & 345 (130.5) | – | England 398 (113.3) & 193-5 (47) |
|                          |                 | England gewinnt mit 5 Wickets        |   |                                  |

### Zweiter Test in Nottingham
| 25. – 29. Mai Scorecard | Nottingham | West Indies 370 (109.2) & 165 (60.1) | – | England 428 (123.4) & 111-1 (30.4) |
|                         |            | England gewinnt mit 9 Wickets        |   |                                    |

### Dritter Test in Birmingham
| 22. – 26. Juni Scorecard | Birmingham | West Indies 426 (129.3) | – | England 221-5 (58) |
|                          |            | Remis                   |   |                    |

Nach zeigen eines beschriebenen Blatts Papier wurde der west-indische Spieler Denesh Ramdin mit einer Geldstrafe belegt.

## One-Day Internationals

### Erstes ODI in Southampton
| 16. Juni Scorecard | Southampton | England 288-6 (50)                        | – | West Indies 172 (33.4/48) |
|                    |             | England gewinnt mit 114 Runs (D/L method) |   |                           |

### Zweites ODI in London
| 19. Juni Scorecard | London (The Oval) | West Indies 238-9 (50)        | – | England 239-2 (45) |
|                    |                   | England gewinnt mit 8 Wickets |   |                    |

Der west-indische Spieler Dwayne Bravo wurde auf Grund von Kritik am Schiedsrichter mit einer Geldstrafe belegt.

### Drittes ODI in Leeds
| 22. Juni Scorecard | Leeds | England  | – | West Indies |
|                    |       | Abgesagt |   |             |

## Twenty20 in Nottingham
| 24. Juni Scorecard | Nottingham | West Indies 172-4 (20)        | – | England 173-3 (19.4) |
|                    |            | England gewinnt mit 7 Wickets |   |                      |

## Statistiken
Die folgenden Cricketstatistiken wurden bei dieser Tour erzielt.
| Tests                  | Tests       | Tests   | Tests   | Tests   | Tests   | Tests   | Tests   | Tests   |
| Batting                | Batting     | Batting | Batting | Batting | Batting | Batting | Batting | Batting |
| Spieler                | Mannschaft  | Spiele  | Innings | Runs    | Average | HS      | 100s    | 50s     |
| ---------------------- | ----------- | ------- | ------- | ------- | ------- | ------- | ------- | ------- |
| Marlon Samuels         | West Indies | 3       | 5       | 386     | 96,50   | 117     | 1       | 3       |
| Andrew Strauss         | England     | 3       | 5       | 326     | 65,20   | 141     | 2       | 0       |
| Shivnarine Chanderpaul | West Indies | 2       | 4       | 235     | 78,33   | 91      | 0       | 2       |
| Ian Bell               | England     | 3       | 4       | 222     | 111,00  | 76*     | 0       | 3       |
| Kevin Pietersen        | England     | 3       | 4       | 203     | 50,75   | 80      | 0       | 2       |
| Bowling                |             |         |         |         |         |         |         |         |
| Spieler                | Mannschaft  | Spiele  | Overs   | Wickets | Average | BBI     | 5W      | 10W     |
| Stuart Broad           | England     | 2       | 102.5   | 14      | 21,71   | 7/72    | 1       | 1       |
| Tim Bresnan            | England     | 3       | 134     | 12      | 33,00   | 4/37    | 0       | 0       |
| James Anderson         | England     | 2       | 111.1   | 9       | 26,88   | 4/43    | 0       | 0       |
| Kemar Roach            | West Indies | 2       | 68      | 8       | 34,25   | 3/60    | 0       | 0       |
| Graeme Swann           | England     | 3       | 89.1    | 6       | 47,00   | 3/59    | 0       | 0       |
| Darren Sammy           | West Indies | 3       | 86      | 6       | 48,50   | 2/92    | 0       | 0       |

| ODIs           | ODIs        | ODIs    | ODIs    | ODIs    | ODIs    | ODIs    | ODIs    | ODIs    |
| Batting        | Batting     | Batting | Batting | Batting | Batting | Batting | Batting | Batting |
| Spieler        | Mannschaft  | Spiele  | Innings | Runs    | Average | HS      | 100s    | 50s     |
| -------------- | ----------- | ------- | ------- | ------- | ------- | ------- | ------- | ------- |
| Ian Bell       | England     | 2       | 2       | 179     | 89,50   | 126     | 1       | 1       |
| Alastair Cook  | England     | 2       | 2       | 112     | 56,00   | 112     | 1       | 0       |
| Dwayne Bravo   | West Indies | 2       | 2       | 85      | 42,50   | 77      | 0       | 1       |
| Jonathan Trott | England     | 2       | 2       | 85      | 85,00   | 43*     | 0       | 0       |
| Dwayne Smith   | West Indies | 2       | 2       | 56      | 28,00   | 56      | 0       | 1       |
| Bowling        |             |         |         |         |         |         |         |         |
| Spieler        | Mannschaft  | Spiele  | Overs   | Wickets | Average | BBI     | 5W      | 10W     |
| Tim Bresnan    | England     | 2       | 17.4    | 5       | 17,60   | 4/34    | 0       | 0       |
| James Anderson | England     | 2       | 18      | 4       | 21,50   | 2/38    | 0       | 0       |
| Graeme Swann   | England     | 2       | 14      | 3       | 23,33   | 2/21    | 0       | 0       |
| Stuart Broad   | England     | 2       | 17      | 3       | 27,66   | 2/43    | 0       | 0       |
| Marlon Samuels | West Indies | 2       | 10      | 2       | 27,00   | 2/43    | 0       | 0       |
| Steven Finn    | England     | 2       | 16      | 2       | 38,50   | 1/29    | 0       | 0       |
| Darren Sammy   | West Indies | 2       | 16      | 2       | 39,00   | 2/46    | 0       | 0       |

| Twenty20       | Twenty20    | Twenty20 | Twenty20 | Twenty20 | Twenty20 | Twenty20 | Twenty20 | Twenty20 |
| Batting        | Batting     | Batting  | Batting  | Batting  | Batting  | Batting  | Batting  | Batting  |
| Spieler        | Mannschaft  | Spiele   | Innings  | Runs     | Average  | HS       | 100s     | 50s      |
| -------------- | ----------- | -------- | -------- | -------- | -------- | -------- | -------- | -------- |
| Alex Hales     | England     | 1        | 1        | 99       | 99,00    | 99       | 0        | 1        |
| Dwayne Smith   | West Indies | 1        | 1        | 70       | 70,00    | 70       | 0        | 1        |
| Ravi Bopara    | England     | 1        | 1        | 59       | 59,00    | 59       | 0        | 1        |
| Dwayne Bravo   | West Indies | 1        | 1        | 54       |          | 54*      | 0        | 1        |
| Kieron Pollard | West Indies | 1        | 1        | 23       |          | 23*      | 0        | 0        |
| Bowling        |             |          |          |          |          |          |          |          |
| Spieler        | Mannschaft  | Spiele   | Overs    | Wickets  | Average  | BBI      | 5W       | 10W      |
| Steven Finn    | England     | 1        | 4        | 2        | 11,00    | 2/22     | 0        | 0        |
| Ravi Rampaul   | West Indies | 1        | 4        | 2        | 18,50    | 2/37     | 0        | 0        |
| Marlon Samuels | West Indies | 1        | 1.4      | 1        | 15,00    | 1/15     | 0        | 0        |
| Graeme Swann   | England     | 1        | 4        | 1        | 32,00    | 1/32     | 0        | 0        |
| Stuart Broad   | England     | 1        | 4        | 1        | 33,00    | 1/33     | 0        | 0        |

## Player of the Series
Als Player of the Series wurden die folgenden Spieler ausgezeichnet.
| Serie | Player of the Series          |
| ----- | ----------------------------- |
| Test  | Marlon Samuels Andrew Strauss |
| ODI   | Ian Bell                      |

### Player of the Match
Als Player of the Match wurden die folgenden Spieler ausgezeichnet.
| Spiel   | Player of the Match |
| ------- | ------------------- |
| 1. Test | Stuart Broad        |
| 2. Test | Tim Bresnan         |
| 3. Test | Tino Best           |
| 1. ODI  | Ian Bell            |
| 2. ODI  | Alastair Cook       |
| 1. T20  | Alex Hales          |